# Bangkok Post
Bangkok Post é um jornal de circulação diária em língua inglesa publicado na cidade de Bangkok, capital da Tailândia. A primeira edição foi vendida em 1 de Agosto de 1946, ela tinha quatro páginas e custava um baht, uma quantidade considerável na época em que um baht era uma nota de papel. É um dos dois jornais de língua inglesa em Bangkok, o sendo outro o The Nation.
Em um país onde a censura da mídia é comum, o Bangkok Post retrata-se como sendo relativamente livre. Há casos notáveis onde isto era claramente falso, e o jornal tem sido frequentemente acusado de autocensura para evitar controvérsia ou conflito com indivíduos poderosos. Um exemplo disso é a onipresente sua falta de vontade em criticar a monarquia tailandesa, o que constituiria um ato ilegal de lesa-majestade. Outro exemplo de autocensura era até os últimos anos a sua relutância em apontar indivíduos influentes como corruptos.

## História
O Bangkok Post foi fundado por Alexander MacDonald, ex-oficial da OSS e seu Thai associado Lulitanond Prasit. A Tailândia na época era o único país do sudeste asiático a ter uma embaixada soviética. A embaixada norte-americana sentiu que precisava de um jornal pró-americano independente, para amenizar as visões soviéticas. Alguns afirmam que o financiamento veio diretamente do Departamento de Estado ou, eventualmente, até mesmo da própria OSS, embora não haja nenhuma prova disso.